# Amisk Lake (sjö i Kanada, Alberta)
Amisk Lake är en sjö i Kanada.   Den ligger i provinsen Alberta, i den centrala delen av landet, 2 800 km väster om huvudstaden Ottawa. Amisk Lake ligger 609 meter över havet. Arean är 5,0 kvadratkilometer.
I omgivningarna runt Amisk Lake växer i huvudsak blandskog. Trakten runt Amisk Lake är nära nog obefolkad, med mindre än två invånare per kvadratkilometer.